# Tournefortia walkerae
Tournefortia walkerae är en strävbladig växtart som beskrevs av Charles Baron Clarke. Tournefortia walkerae ingår i släktet Tournefortia och familjen strävbladiga växter. Inga underarter finns listade i Catalogue of Life.